# Scott Gorham

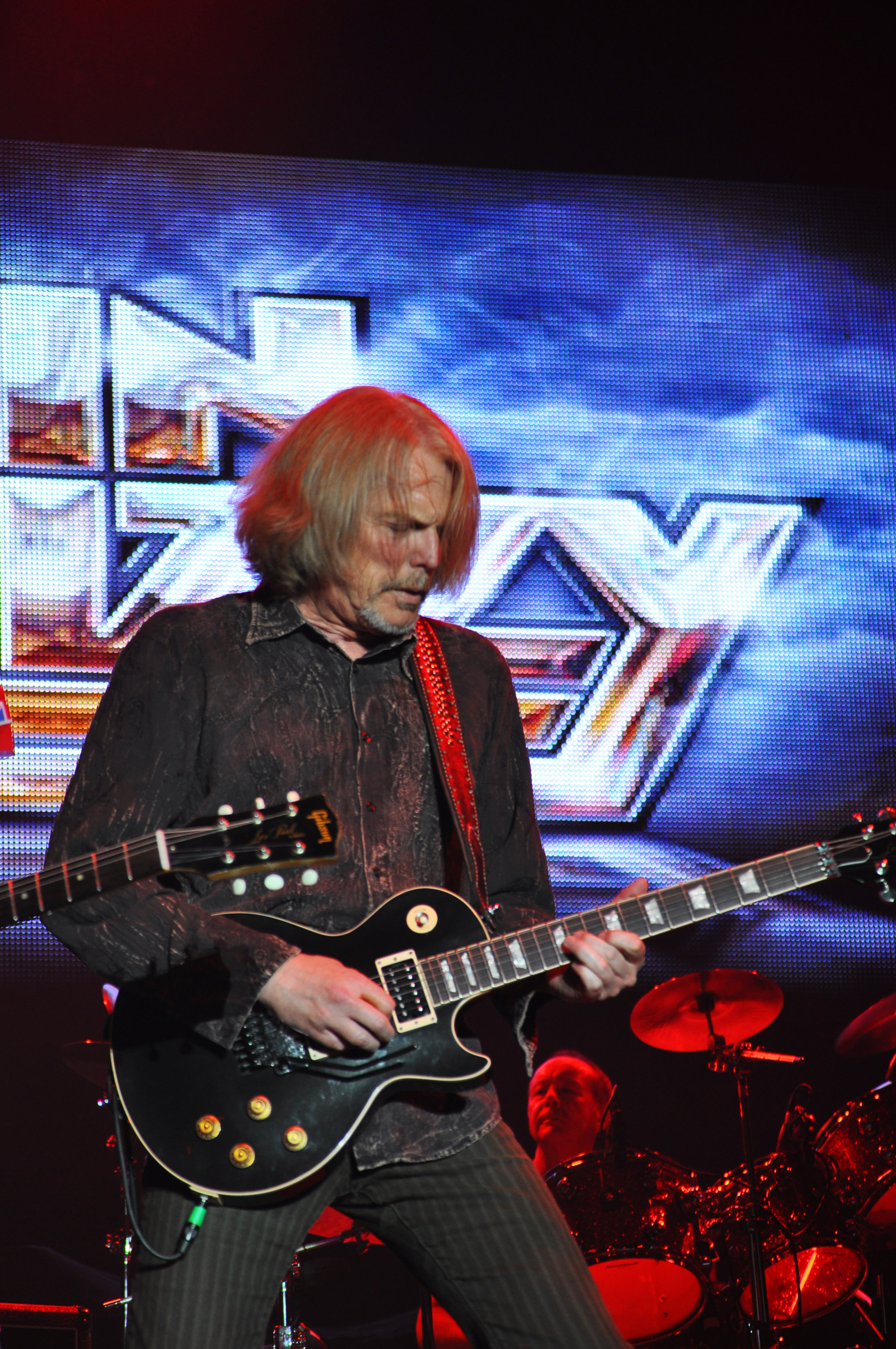
Scott Gorham à Tours en 2011

Scott Gorham, né le 17 mars 1951 à Glendale (Californie, États-Unis), est un guitariste rock américain. Il est devenu célèbre pour avoir accompagné le groupe hard rock irlandais Thin Lizzy entre 1974 et 1983. En décembre 2012, il forme le groupe Black Star Riders qui tout en développant un répertoire propre, reprend sur scène une partie du répertoire de Thin Lizzy. Il a aussi fait les chœurs sur l'album-phare Crime of the Century publié en 1974, puis a joué la guitare rythmique sur la pièce-titre de l'album Brother Where You Bound, tous deux du groupe Supertramp en 1985.

## Biographie
Scott Gorham naît et grandit en Californie. En 1973, il part pour l'Angleterre quand un de ses amis, le batteur Bob Siebenberg, lui propose une place de guitariste dans le groupe qu'il vient de rejoindre, Supertramp. Finalement, le groupe opte pour un seul guitariste, en la personne de Roger Hodgson et choisit plutôt d'intégrer un saxophoniste, John Anthony Helliwell. Mais il participa toutefois aux chœurs sur la chanson Hide in your shell de l'album-phare Crime of the Century produit en 1974, sans avoir été crédité, le tout sera toutefois officialisé à la parution de l'album sous forme de CD. Scott Gorham joue alors quelque temps avec un groupe nommé Fast Buck avant d'être présenté à Phil Lynott par un ami commun. Le bassiste-chanteur de Thin Lizzy cherche un remplaçant à Gary Moore qui vient juste de quitter le groupe. Scott Gorham joue dans Thin Lizzy de 1974 à 1983 aux côtés d'un autre guitariste : Brian Robertson (1974-1978), Gary Moore (1978-1979), Snowy White (1980-1981) puis John Sykes (1983). En 1978, il fait aussi partie des Greedies, un groupe éphémère formé par Phil Lynott et incluant des musiciens des Sex Pistols et des Boomtown Rats. 
La dissolution de Thin Lizzy en 1983 permet à Scott Gorham de rompre son addiction aux drogues, en particulier à l'héroïne qu'il consommait depuis 1979 : il rompt tout contact avec l'univers de la musique pour ne plus avoir à côtoyer de musiciens toxicomanes ni fréquenter de lieux réputés pour la présence de dealers, et ne reprend contact avec Phil Lynott qu'en décembre 1985 pour solliciter son avis critique sur des maquettes de nouvelles chansons. A cette occasion, Scott Gorham ne peut que constater l'état de santé déplorable de Phil Lynott, en proie à de violentes crises d'asthme qui sont des effets secondaires de la consommation d'héroïne, mais qui lui propose de reformer Thin Lizzy en promettant de soigner ses addictions. C'est presque sans surprise que Scott Gorham apprendra le décès de Phil Lynott le 4 janvier 1986, un décès qu'il considérait comme "une question de temps".
Au cours des années 80, Scott prend part à quelques sessions d’enregistrement, notamment lorsqu'il retrouve le groupe Supertramp pour l'album Brother Where You Bound en 1985, alors qu'il assure les parties de guitare rythmique qui accompagnent les solos de David Gilmour sur la pièce-titre. Il effectue un retour plus probant au début des années 90 avec une nouvelle formation, 21 Guns. Trois albums, Salute en 1992, Nothing's Real en 1997 et Demolition en 2002 sont publiés mais passent relativement inaperçus. Depuis 1994, il fait à nouveau partie de Thin Lizzy, reformé sous l'impulsion de John Sykes. Cette nouvelle version de Thin Lizzy donne régulièrement des concerts à la mémoire du regretté Phil Lynott, décédé en 1986.

## Discographie

### AvecThin Lizzy
- 1974 : Night Life
- 1975 : Fighting
- 1976 : Jailbreak
- 1976 : Johnny The Fox - Phil Collins aux percussions et Kim Beacon aux chœurs
- 1977 : Bad Reputation
- 1978 : Live and Dangerous
- 1979 : Black Rose, a Rock Legend
- 1980 : Chinatown
- 1981 : Renegade
- 1983 : Thunder and Lightning
- 1983 : Life
- 1992 : BBC Radio 1 Live in concert
- 1994 : The Peel Sessions - compilation / live
- 1999 : Boys Are Back in Town : Live in Australia
- 2000 : One Night Only (Live)
- 2001 : Extended Versions

### Avec21 Guns
- 1992 : Salute
- 1997 : Nothing's Real
- 2002 : Demolition

### AvecBlack Star Riders
- 2013 : All Hell Breaks Loose
- 2015  : The Killer Instinct

### Participations
Scott joue évidemment la guitare sur chacune de ces chansons sauf annotation contraire.
- 1974 : Supertramp - Crime of the Century - Chœurs sur Hide in your shell
- 1978 : Pat Travers - Putting it straight (« Speakeasy »)
- 1980 : Philip Lynott - Solo in Soho
- 1982 : Phil Lynott - The Philip Lynott Album (basse sur « Little bit of water »)
- 1982 : Bob Siebenberg - Giants in our own room
- 1985 : Supertramp - Brother Where You Bound - Scott ; guitare rythmique sur la pièce-titre, avec David Gilmour à la guitare solo
- 1987 : Phenomena II - Dream runner (« Did it all for love »)
- 1989 : Heads up - The long shot
- 1989 : Air Pavilion - Kaizoku
- 1990 : Asia - Then and now (« Summer (Can’t last too long) »)
- 1992 : Lea Hart - Trapped
- 1992 : True Brits - Ready to rumble
- 1992 : Phenomena III - Inner vision
- 1994 : Far Corporation - Solitude
- 1995 : Max Bacon - The higher you climb - Avec Steve Hackett, Steve Howe, Geoff Downes, John Young et Matt Clifford
- 1997 : Psycho Motel - Welcome to the world (« I’m alive »)
- 2001 : Rollins Band - Get some go again (« Are You Ready ? »)
- 2002 : Max Bacon - From The Banks Of The River Irwell - Avec Geoff Downes et Mike Oldfield
- 2003 : Ricky Warwick - Tattoos and alibis